# Acalypha rusbyi
Acalypha rusbyi là một loài thực vật có hoa trong họ Đại kích. Loài này được Dorr mô tả khoa học đầu tiên năm 1991.